# オルヤト (小惑星)
- オルヤト
- オルジェイト

オルヤト (2201 Oljato) は、地球近傍小惑星の一つ。ヘンリー・リー・ギクラスがローウェル天文台で発見した。しかしその後失われ、1979年に再発見された。
ユタ州のモニュメントバレー近くにあるナバホ族の居留地・オルヤト・モニュメント・バレーに因んで1983年に名付けられた。
オリオン座χ南流星群の母天体候補で、かつては彗星として活動していたと考えられている。